# Antonello Sciacchitano
Antonello Sciacchitano (* 1940 in San Pellegrino Terme) ist ein italienischer Psychoanalytiker, Mathematiker, Arzt und Autor.
Sciacchitano studierte Medizin und Mathematik. In den 1970er Jahren lernte er in Mailand Jacques Lacan kennen, als dieser eine neue psychoanalytische Schule in Italien gründen wollte. Das Projekt misslang. Später hat Sciacchitano Werke von Sigmund Freud und Jacques Lacan ins Italienische übersetzt. Er hat eine eigene psychoanalytische Praxis, nimmt Lehraufträge an der Universität Mailand wahr und ist Redaktor der von Pier Aldo Rovatti geleiteten italienischen Kulturzeitschrift aut aut. In seinen zahlreichen Büchern und Aufsätzen befasst sich Sciacchitano mit der Idee des Unendlichen und ihrer Auswirkung auf die Psyche des Menschen. Sein Interesse gilt der Schnittstelle von Mathematik, Psychoanalyse und Philosophie. Er schreibt regelmäßig für Riss. Zeitschrift für Psychoanalyse.

## Werke
- Wissenschaft als Hysterie. Das Subjekt der Wissenschaft von Descartes bis Freud und die Frage nach dem Unendlichen. Turia + Kant, Wien 2002.
- Das Unendliche und das Subjekt. Warum man etwas von Mathematik verstehen sollte, wenn man über Psychoanalyse spricht. Riss-Verlag, Zürich 2004.
- Unendliche Subversion. Die wissenschaftlichen Ursprünge der Wissenschaft und die psychoanalytischen Widerstände gegen die Wissenschaft. Turia + Kant, Wien 2008.